# Heilige Familiekerk (Brugge)

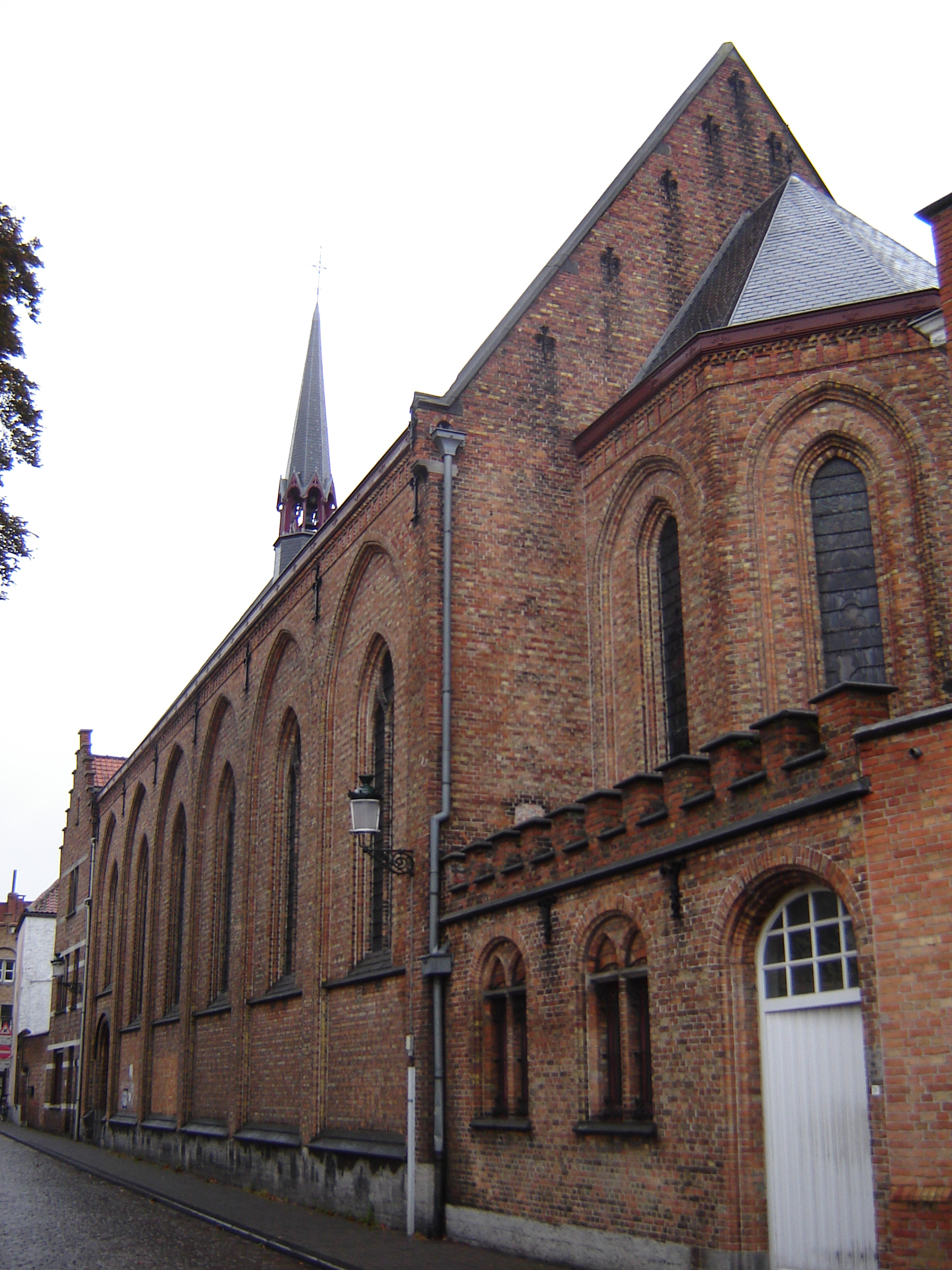
De Heilige Familiekerk

De Heilige Familiekerk is gelegen in het Bilkske in het Langestraatkwartier, in de binnenstad van Brugge.

## Geschiedenis
Op de plaats van de huidige kerk, bevond zich sinds 1710 de godshuizen "Ondermarck". De vijf huisjes van die stichting waren erg bouwvallig, toen ze in 1903 werden gesloopt om plaats te maken voor de neogotische Sint-Jozefkapel, opgericht als hulpkerk van de Sint-Annaparochie en gebouwd naar een ontwerp van architect Alphonse De Pauw. Het godshuis werd overgebracht naar de Van Voldenstraat en de nieuwe huisjes werden in 1905 gebouwd naar een ontwerp van architect Jozef Coucke.
Op 8 december 1903 werd de kapel ingewijd en voortaan bediend door een onderpastoor van de Sint-Annaparochie. In 1962 werd de Sint-Jozefkerk een zelfstandige parochiekerk, die de naam Heilige Familie kreeg, naar de naam van de nieuwe parochie.
De spitsboogvensters van het bakstenen kerkgebouw met polygonaal koor en dakruiter zijn per travee gevat in een ruime spitsboognis. Dit is de enige decoratie die het eenvoudige kerkgebouw rijk is.

## Einde
Met zijn decreten van 4 november 2014 besliste de bisschop van Brugge om met ingang van 1 januari 2015, 
- de parochie H. Familie op te heffen en te voegen bij de parochie Sint-Anna,
- het kerkgebouw te onttrekken aan de eredienst en het terug te brengen "tot een profaan en niet onwaardig gebruik".[3]

In de daarop volgende maanden werd de kerk volledig leeggehaald. Ook de in de muren ingebouwde afbeeldingen van de staties van de kruisweg, werden verwijderd.
In april 2016 werd de kerk publiek te koop aangeboden, met een instelprijs van 440.000 euro. Er meldde zich echter geen enkele koper. Sindsdien werden enkele tijdelijke bestemmingen gegeven.
In november/december 2018 werd de voormalige kerk verkocht aan Stefaan Vangheluwe, zaakvoerder van de kledingzaak Lilola. Tijdens de eindejaarsfeesten organiseerde hij er, samen met enkele andere handelaars, een 'Kerstmarkt'.

## Voetnota
1. ↑  Ad. DUCLOS, Bruges, histoire et souvenirs, Brugge, 1910.
2. ↑  Livia SNAUWAERT & Luc DEVLIEGHER, Gids voor architectuur in Brugge, Tielt, 2002.
3. ↑   Kerk en Leven, editie Brugge-stad, blz. 3, 19 november 2014.
4. ↑   Openbare verkoop kerk is een flop: geen enkel bod, in: Krant van West-Vlaanderen - Brugsch Handelsblad, 19 april 2016.
5. ↑   Bart Huysentruyt, Ondernemer koopt Heilige-Familiekerk, in: Het Laatste Nieuws, 2 december 2018.